# Улица Грекова (Москва)
У́лица Гре́кова — улица на севере Москвы, находится в Северном Медведково (Северо-восточный административный округ). Названа в честь выдающегося историка Бориса Дмитриевича Грекова, организатора и директора Института истории АН СССР, в 1968 году при массовой застройке исторического района Медведково.

## Расположение
Улица находится в Северо-Восточном административном округе, район Северное Медведково. Между проездом Шокальского (начало) и Студёным проездом, пересекается с Широкой улицей.
Движение в обе стороны, по одной полосе в каждом направлении. Покрытие асфальтовое. Протяжённость улицы — около одного километра.

## Значимые здания
- Институт среднего профессионального образования им. К. Д. Ушинского[2], колледж Медведково[3] (подразделение ГАОУ ВО «МГПУ», ранее Педагогический колледж № 14) — дом 3, корпус 1
- Детская городская поликлиника № 11 — дом 10А[4]
- Городская поликлиника № 218 филиал № 4[5], включает женскую консультацию ГКБ им. А. К. Ерамишанцева[6] — дом 12 (закрыта на ремонт)[7]

## Общественный транспорт
По улице проходят автобусы 50, 71, 93, 536, 735. Около станции метро «Медведково» находится конечная станция многих маршрутов пригородного транспорта. Перед пересечением с Широкой улицей, вследствие большого скопления пригородных автобусов и маршрутных такси, в часы пик возникают многочисленные пробки.
В 2023 году идёт благоустройство улицы. Добавлены новые пешеходные переходы, разделены остановки городских и пригородных маршрутов. Рядом с южным вестибюлем станции метро «Медведково» организован круговой перекрёсток.